# Mall of America
Die Mall of America (MoA) ist mit jährlich 42 Millionen Besuchern das meistbesuchte Einkaufszentrum der Welt und die größte Shopping-Mall der USA. Bei der Eröffnung im Jahr 1992 war es mit einer Fläche von 390.000 Quadratmetern und mehr als 520 Ladengeschäften nach CentralWorld das zweitgrößte Einkaufszentrum der Welt.

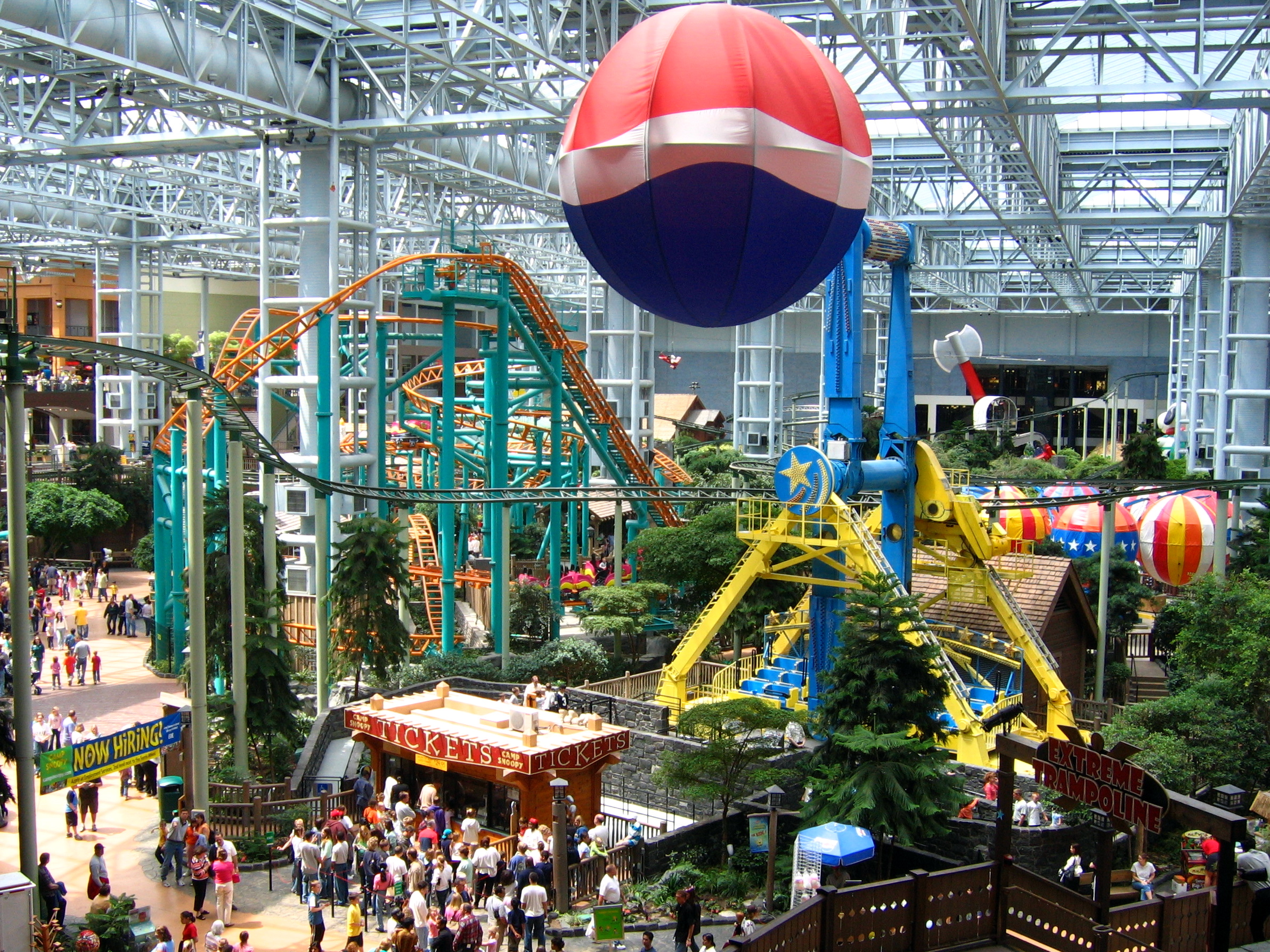
Der Freizeitpark vor der Umgestaltung zum Nickelodeon Universe.

Die Mall of America gehört zur Triple Five Group. Sie liegt in Minnesota südlich von Minneapolis in Bloomington an der Kreuzung von Interstate 494 und Highway 77 und kann vom Flughafen Minneapolis/St. Paul in wenigen Minuten erreicht werden. An ihrer Stelle stand früher das Metropolitan Stadium. Weiterhin befindet sich eine Haltestelle der Stadtbahnlinie Blue Line  bei der Mall.
In der Mitte des Komplexes befindet sich ein kleiner Vergnügungspark mit Achter- und Wildwasserbahnen. Bis Januar 2006 hatte der Park den Namen Camp Snoopy, wurde nach gescheiterten Verhandlungen mit den Lizenzinhabern der Peanuts von Charles M. Schulz allerdings in The Park at MOA umbenannt. Darüber hinaus wurden sämtliche Elemente entfernt, die in Verbindung mit Snoopy stehen. Im März 2008 wurde der Park wiederum in Nickelodeon Universe umbenannt.
Außerdem gibt es ein Aquarium (Underwater World), ein Kino mit 14 Sälen, ein Lego Imagination Center, ein Dinosaurier-Museum, Diskotheken und einen NASCAR-Simulator. Durch diese Einrichtungen wird die Mall of America auch als Urban Entertainment Center angesehen. In der Mall arbeiten rund 12.000 Personen.